# Karaktärsskådespelare
En karaktärsskådespelare är en ofta erfaren skådespelare som tolkar sammansatta och svåra, ofta psykologiskt komplicerade, gestalter på scen. Exempel på sådana rollgestalter, som ibland betecknas karaktärsroller, är Goethes Faust och Molières Tartuffe och Harpagon.